# Élections législatives de 1967 en Corse
Les élections législatives françaises de 1967 se déroulent les 5 et 12 mars 1967.  Dans le département de la Corse, trois députés sont à élire dans le cadre de trois circonscriptions.

## Élus
| Circonscription | Député sortant                             | Parti | Parti   | Député élu ou réélu      | Parti | Parti |
| --------------- | ------------------------------------------ | ----- | ------- | ------------------------ | ----- | ----- |
| 1re             | Jean Orabona suppléant de Antoine Sérafini |       | UNR-UDT | Jean Bozzi               |       | UD-Ve |
| 2e              | Jean Zuccarelli                            |       | Radsoc  | Jacques Faggianelli      |       | UD-Ve |
| 3e              | Jean-Paul de Rocca Serra                   |       | Radcent | Jean-Paul de Rocca Serra |       | UD-Ve |

## Résultats

### Résultats à l'échelle du département
| Parti          | Parti                                           | Premier tour | Premier tour | Second tour | Second tour | Sièges |
| Parti          | Parti                                           | Voix         | %            | Voix        | %           | Sièges |
| -------------- | ----------------------------------------------- | ------------ | ------------ | ----------- | ----------- | ------ |
|                | Union des démocrates pour la Ve République      | 53 594       | 46,48        | 18 607      | 50,54       | 3      |
|                | Modérés                                         | 5 076        | 4,40         |             |             | 0      |
|                | Union des républicains de progrès               | 58 670       | 50,88        | 18 607      | 50,54       | 3      |
|                |                                                 |              |              |             |             |        |
|                | Parti radical                                   | 20 476       | 17,76        | 18 213      | 49,46       | 0      |
|                | Section française de l'Internationale ouvrière  | 13 299       | 11,53        |             |             | 0      |
|                | Fédération de la gauche démocrate et socialiste | 33 775       | 29,29        | 18 213      | 49,46       | 0      |
|                |                                                 |              |              |             |             |        |
|                | Parti communiste français                       | 13 910       | 12,06        | Retrait     | Retrait     | 0      |
|                | Progrès et démocratie moderne                   | 5 760        | 5,00         |             |             | 0      |
|                | Mouvement jeune révolution                      | 1 908        | 1,65         | 0           |             |        |
|                | Régionaliste                                    | 1 160        | 1,01         | 0           |             |        |
|                | Divers                                          | 124          | 0,11         | 0           |             |        |
|                |                                                 |              |              |             |             |        |
| Inscrits       | Inscrits                                        | 175 977      | 100,00       | 50 591      | 100,00      | 3      |
| Abstentions    | Abstentions                                     | 59 711       | 33,93        | 13 275      | 26,24       |        |
| Votants        | Votants                                         | 116 266      | 66,07        | 37 316      | 73,76       |        |
| Blancs et nuls | Blancs et nuls                                  | 959          | 0,82         | 496         | 1,33        |        |
| Exprimés       | Exprimés                                        | 115 307      | 99,18        | 36 820      | 98,67       |        |

### Résultats par circonscription

#### Première circonscription (Ajaccio)
|                | Jean Bozzi élu                | UD-Ve          | 20 831 | 52,11  |  |  |  |
|                | François Giacobbi             | FGDS (Radical) | 12 006 | 30,03  |  |  |  |
|                | Ange-Marie Filippi-Codaccioni | PCF            | 5 229  | 13,08  |  |  |  |
|                | Dominique Bastiani            | ARLP           | 1 908  | 4,77   |  |  |  |
|                |                               |                |        |        |  |  |  |
| Inscrits       | Inscrits                      | Inscrits       | 61 868 | 100,00 |  |  |  |
| Abstentions    | Abstentions                   | Abstentions    | 21 544 | 34,82  |  |  |  |
| Votants        | Votants                       | Votants        | 40 324 | 65,18  |  |  |  |
| Blancs et nuls | Blancs et nuls                | Blancs et nuls | 350    | 0,87   |  |  |  |
| Exprimés       | Exprimés                      | Exprimés       | 39 974 | 99,13  |  |  |  |

#### Deuxième circonscription (Bastia)
| Candidat       | Candidat                   | Parti          | Premier tour | Premier tour | Second tour | Second tour |  |
| Candidat       | Candidat                   | Parti          | Voix         | %            | Voix        | %           |  |
| -------------- | -------------------------- | -------------- | ------------ | ------------ | ----------- | ----------- |  |
|                | Jacques Faggianelli élu    | UD-Ve          | 9 726        | 30,88        | 18 607      | 50,54       |  |
|                | Jean Zuccarelli sortant    | FGDS (Radical) | 8 470        | 26,89        | 18 213      | 49,46       |  |
|                | Pierre Giudicelli          | PCF            | 5 092        | 16,17        | Retrait     | Retrait     |  |
|                | Pierre-Paul Giacomi        | Modérés        | 5 058        | 16,06        |             |             |  |
|                | Catherine Hauvespre-Gavini | CD (PDM)       | 1 863        | 5,92         |             |             |  |
|                | Max Simeoni                | Régionaliste   | 1 160        | 3,68         |             |             |  |
|                | Pedrito Maestracci-Pietri  | Divers         | 124          | 0,39         |             |             |  |
|                |                            |                |              |              |             |             |  |
| Inscrits       | Inscrits                   | Inscrits       | 50 591       | 100,00       | 50 591      | 100,00      |  |
| Abstentions    | Abstentions                | Abstentions    | 18 784       | 37,13        | 13 275      | 26,24       |  |
| Votants        | Votants                    | Votants        | 31 807       | 62,87        | 37 316      | 73,76       |  |
| Blancs et nuls | Blancs et nuls             | Blancs et nuls | 314          | 0,99         | 496         | 1,33        |  |
| Exprimés       | Exprimés                   | Exprimés       | 31 493       | 99,01        | 36 820      | 98,67       |  |

#### Troisième circonscription (Sartène)
|                | Jean-Paul de Rocca Serra sortant réélu | UD-Ve          | 23 037 | 52,55  |  |  |  |
|                | Paul Mondoloni                         | FGDS (SFIO)    | 13 299 | 30,34  |  |  |  |
|                | Michel Pierucci                        | CNIP (PDM)     | 3 897  | 8,89   |  |  |  |
|                | Paul Bungelmi                          | PCF            | 3 589  | 8,19   |  |  |  |
|                | M. Pardo                               | Modérés        | 18     | 0,04   |  |  |  |
|                |                                        |                |        |        |  |  |  |
| Inscrits       | Inscrits                               | Inscrits       | 63 518 | 100,00 |  |  |  |
| Abstentions    | Abstentions                            | Abstentions    | 19 383 | 30,52  |  |  |  |
| Votants        | Votants                                | Votants        | 44 135 | 69,48  |  |  |  |
| Blancs et nuls | Blancs et nuls                         | Blancs et nuls | 295    | 0,67   |  |  |  |
| Exprimés       | Exprimés                               | Exprimés       | 43 840 | 99,33  |  |  |  |